# Aeropuerto Internacional de Magadán-Sokol
El Aeropuerto Internacional de Magadán-Sókol (en ruso: Аэропорт Магадан-Сокол; ICAO: UHMM; IATA: GDX), se encuentra 50 km al norte de Magadán, en el óblast de Magadán, Rusia. Se empezó a construir en 1961 y fue inaugurado en 1963.
El espacio aéreo está controlado desde el FIR del propio aeropuerto de Magadán (ICAO: UHMM).

## Pista
El aeropuerto de Magadán-Sókol dispone de una pista de hormigón en dirección 10/28 de 3.452x60 m. (11.325x197 pies).
El pavimento es del tipo 32/R/A/X/T.
Es adecuado para ser utilizado por los siguientes tipos de aeronaves: Antonov An-12, Antonov An-24, Antonov An-26, Antonov An-72, Antonov An-74, Antonov An-124-100, Antonov An-140, Ilyushin Il-18, Ilyushin Il-62, Ilyushin Il-76, Ilyushin Il-96-300, Ilyushin Il-96-400T, Tupolev Tu-134, Tupolev Tu-154, Tupolev Tu-204T, Tupolev Tu-214 Boeing 727, Boeing 737-700, Boeing 757-200, Boeing 767-300, Airbus A319, Airbus A320, Airbus A321, Yakovlev Yak-40 Beechcraft Baron (55 y 58), Beechcraft King Air (90, 100, 200, 300 y 350), Cessna (208, 441, 510, 525, 550, 560, 650, 750), Challenger (60, 300, 604, 605, 800, 850), Dash 7, Dash 8, Falcon 50, Fokker 70, Fokker 70, G150, Gulfstream G200, Learjet 35, Learjet 45, 60 y sus modificaciones, así como otros tipos de aronaves de clases 3 y 4 y todo tipo de helicópteros.
La plataforma de estacionamiento tiene capacidad para 30 aeronaves.

## Aerolíneas y destinos
| Aerolíneas                    | Destinos |
| ----------------------------- | --- |
| Aeroflot (operado por Aurora) | Jabárovsk |
| Chukotavia                    | Keperveyem, Márkovo, Omolón Temporal: Anádyr                                                                                  |
| IrAero                        | Jabárovsk, Ulan-Udé |
| S7 Airlines                   | Irkutsk, Novosibirsk Temporal: Jabárovsk                                                                                      |
| Yakutia Airlines              | Anádyr, Evensk, Jabárovsk, Moscú-Vnúkovo, Petropávlovsk-Kamchatski, Yakutsk Temporal: Krasnodar, Novosibirsk, San Petersburgo |

En el aeropuerto tienen base las siguientes aerolíneas: 
- "Líneas aéreas de Magadán" (del ruso: Магаданские авиалинии)
- "Magadanaerocarga" (del ruso: Магаданаэрогруз)
- "Kolymá-Avia" (del ruso: Колыма-Авиа)
- "Ícaro" (del ruso: ИКАР)
- "Líneas aéreas de carga del nordeste" (del ruso: Северо-восточные грузовые авиалинии)
- "Magma" (del ruso: МАГМА)
- "Magadanavialízing" (del ruso: Магаданавиализинг),